# Melanie Leyendecker
Melanie Leyendecker (* 1985 in Landau in der Pfalz) ist eine deutsche Schauspielerin.

## Leben und Werk
Melanie Leyendecker absolvierte zwischen 2003 und 2010 umfangreiche Kurse und Lehrgänge. Zunächst erhielt sie Schauspielunterricht bei Beles Adam und Dunja Lock, an den sich ein Method Acting Workshop bei Lena Lessing am Forum für Filmschauspiel in Berlin anschloss. Dort belegte sie ferner einen Camera acting Workshop bei Wolfgang Wimmer. Weitere Workshops in Method Acting führten sie an das Susan Batson Studio nach New York. Erneut unter Susan Batson besuchte Leyendecker in Berlin die Master Class „Creating Characters“.
Ihr Bühnendebüt hatte Melanie Leyendecker 2009 am FestSpielHaus München in dem Stück Der Untergang des Hauses Usher nach Edgar Allan Poe. 2012 war sie dort mit der Yorick's Company in Hänsel und Gretel für Unerschrockene und Knochenfinger zu sehen.
In dem Kurzfilm Ein romantisches Essen stand Melanie Leyendecker 2005 zum ersten Mal vor der Kamera. Es folgten weitere Aufgaben in Krimiserien wie SOKO 5113 und Die Rosenheim-Cops. 2006 spielte sie in drei Folgen der Serie Eine Liebe am Gardasee die Rolle der Bujana. Darüber hinaus war sie wiederholt in Einspielfilmen von Aktenzeichen XY … ungelöst zu sehen. 
Melanie Leyendecker spricht neben ihrer Muttersprache fließend Englisch und Spanisch. Sie lebt in München.

## Filmografie (Auswahl)
- 2005: Ein romantisches Essen (Kurzfilm)
- 2006: Eine Liebe am Gardasee (Fernsehserie, 3 Folgen)
- 2006: SOKO 5113 – Ein besseres Leben
- 2007: Heller (Kurzfilm)[1]
- 2008: Die Rosenheim-Cops – Ein letzter Drink
- 2008–2020 Aktenzeichen XY … ungelöst (8 Folgen)
- 2011: SOKO 5113 – Loverboy
- 2015: Die Rosenheim-Cops – Der Tod schreibt mit
- 2019: Tonio & Julia: Schuldgefühle (Filmreihe, 1 Folge)
- 2020: Verzeih mir, Vater
- 2022: Der Fluss ist sein Grab. Ein Krimi aus Passau (Fernsehreihe)
- 2025: Tatort: Mike & Nisha